# Падающий человек (фотография)
«Падающий человек» (англ. The Falling Man) — фотография, сделанная фотографом «Ассошиэйтед Пресс» Ричардом Дрю 11 сентября 2001 года в Нью-Йорке в 9 часов 41 минуту и 15 секунд местного времени. На фотографии запечатлён человек, личность которого не удалось установить, падающий вниз головой. В тот день по крайней мере 200 человек были выброшены или были вынуждены выпрыгнуть из горящих башен Всемирного торгового центра. Имена многих неизвестны, так как властям не удалось извлечь и идентифицировать всех погибших. Юридически все они (кроме террористов) считаются убитыми, а не самоубийцами (джамперами), даже если «выпрыгнули сами», так как официально «джампер это тот, кто приходит рано утром в офис, твёрдо зная, что сегодня он выпрыгнет из окна».
При просмотре снимка создаётся впечатление, что человек падает почти вытянувшись в струну, строго вниз, однако на других снимках падения этого человека видно, что его тело буквально болтается в воздухе.
Фото неоднократно публиковалось в изданиях по всему миру, включая «Нью-Йорк Таймс». Фотограф, сделавший снимок, отмечал, что ему часто приходилось сталкиваться с критикой читателей, находивших фотографию «шокирующей». Говоря о культурном и социальном значении «Падающего человека», теолог Марк Д. Томас отметил, что эта фотография, «возможно, одна из самых ярких иллюстраций человеческого отчаяния, не имеющая аналогов по силе эмоционального воздействия в современном искусстве. Вся суть его кристаллизована всего лишь в одном снимке». Поскольку личность падающего человека установить не удалось, фотографию часто сравнивают с памятником неизвестному солдату. Выдвигались гипотезы, что попавшим на фотографию падающим человеком могли быть Норберто Эрнандес или Джонатан Эрик Брайли (брат бывшего солиста группы «Village People» Алекса Брайли), оба были сотрудниками ресторана «Windows on the World», находившегося на 106 и 107 этажах ВТЦ, однако официально эта информация так и не была подтверждена.
Скорость падения людей в момент столкновения с землёй составляла около 250 км/ч, при этом время падения составляло около 10 секунд.